# Zwei Frauen (1989)
Zwei Frauen ist ein 1988 entstandener deutscher, englischsprachiger Spielfilm von Carl Schenkel mit Jami Gertz und Martha Plimpton als zwei Krebspatientinnen. Die Geschichte basiert auf dem gleichnamigen Roman (1989) von Bea Hellmann.

## Handlung
Die attraktive Eva Martin hat mit 19 Jahren erste Erfolge als Balletttänzerin und strebt den Aufstieg zur Primaballerina an. Doch während einer Galapremiere in New York knicken ihr die Beine weg und sie stürzt zu Boden. Sie wacht erst im Krankenhausbett wieder auf und erhält bald die Diagnose, dass sie an Lymphdrüsenkrebs leidet. Ihre Prognose ist schlecht, die Überlebenschancen minimal. Und selbst bei einer Genesung wird sie nicht wieder tanzen können. Eva versinkt in Mutlosigkeit und Verzweiflung. 
Dies ändert sich erst durch die Begegnung mit ihrer nahezu gleichaltrigen Mitpatientin Claudia. Die gibt sich als rotziger, sarkastischer und zynischer Punk und ist das genaue Gegenteil der gutbürgerlichen Eva mit ihren feinen Manieren und ihrer sanften Erscheinung. Claudia trägt Glatze, denn sie hat ebenfalls Krebs, bereits im Endstadium. Und doch geht Claudia mit ihrem Schicksal deutlich souveräner um. Trotz ihrer Unterschiedlichkeit freunden sich die beiden Frauen an, teilen ihre Hoffnungen, Ängste und Träume. Eva lernt von Claudia, dass das Leben im Hier und Jetzt gelebt werden sollte und dass man selbst in einer solch desaströsen Lebenssituation jede Sekunde genießen kann. Während die Therapie bei Eva allmählich anschlägt, ist Claudias Schicksal unausweichlich. Als ihre Schmerzen unerträglich werden, hilft Eva ihrer neu gewonnenen Freundin beim Suizid.

## Produktionsnotizen
Zwei Frauen entstand mit zwei englischsprachigen Hauptdarstellerinnen als Film-Fernseh-Produktion überwiegend im Herbst 1988 in Bayern, Bregenz (Vorarlberg) und New York City und wurde im Juni 1989 während des Münchner Filmfestes uraufgeführt. Massenstart war am 6. Juli desselben Jahres.
Götz George, der Schenkels Star in dessen filmischen Durchbruch Abwärts gewesen war, zeichnete hier als Co-Produzent verantwortlich. Dieter Minx übernahm die Herstellungsleitung. Nikos Perakis entwarf die Filmbauten, Uschi Zech die Kostüme.

## Wissenswertes
Co-Autorin Bea Hellmann erzählt hier ihre eigene Geschichte, die sie erst nach der Entstehung des Films als Roman (1989) veröffentlichte, nach. Auch sie war einst Balletttänzerin und erkrankte an Krebs, den sie aber besiegte.

## Kritiken
Claudius Seidl schrieb in der Zeit: „Carl Schenkel … kämpft nur gegen Professor Brinkmann: Ruhelos irrt die Kamera durch Flure und Krankenzimmer, nervös umkreist sie Patienten und, Ärzte – als wäre sie ständig auf der Flucht vor den Kollegen im Schwarzwald. ‚Zwei Frauen‘ hätte ein Film wie ein Messer werden können: mit Szenen, die unsere Gewißheiten verletzen und unseren Augen den Schmerz nicht ersparen. Aber Schenkel hat zu viel Angst, sich ins eigene Fleisch zu schneiden, und vom amerikanischen Körperkino hat er nichts begriffen. Sein Film ist nicht so scharf, nur so steril wie ein Skalpell. Und das einzige Organ, das er wirklich trifft, ist die Tränendrüse.“
Cinema befand: “Schenkel inszeniert das wie spannendes Action-Kino, jagt dem Zuschauer die Schrecken moderner Medizin ein, löst die Bedrückung durch überraschenden Witz und beweist Mut zum Pathos, wenn es ums Sterben, Überleben oder bloß um einen Blickwechsel seiner beiden Heldinnen geht.”
Im Filmdienst heißt es: „Von zwei hervorragenden Darstellerinnen getragene Geschichte einer außergewöhnlichen Freundschaft, bei der die Krankheit lediglich als Leitfaden dient; trotz einiger inszenatorisch nicht immer stilsicher gehandhabter Unterhaltungswerte und Schwächen in den Nebenrollen ein diskussionswerter, nachdenklich stimmender Film.“
In Das große Personenlexikon des Films ist zu lesen: „Schenkel erzählte hier auf recht unaufdringliche Weise die Geschichte zweier junger, in ihrem Wesen äußerst unterschiedlicher Krebskranker, die sich während ihres Krankenhausaufenthaltes mit sich und ihrem lebensbedrohenden Leiden auseinanderzusetzen haben.“.